# Ентоні Вудвіл
Ентоні Вудвіл (1440 — 25 червня 1483) — англійський дворянин, 2-й граф Ріверс.

## Життєпис
Походив з роду Вудвілів. Син Річарда, графа Ріверса, та Жакети Люксембурзької. Спочатку, як і батько, підтримував Ланкастерів. Як паж батька був учасником Першої битви при Сен-Олбансі у 1455 році. Згодом виступав вже в якості лицаря на боці ланкастерів. Брав участь у битві при Таутоні. У 1466 році переходить на бік короля Едуарда IV після одруження останнього на його сестрі Єлизаветі. У цей момент розпочалася боротьба англійських феодалів на чолі з Річардом Невіллом, графом Воріком, проти Едуарда IV. Після поразки останнього при Еджкот Мурі Ентоні Вудвіл супроводжував короля при втечі до Нідерландів. Тоді ж стає новим графом Ріверс — батька було страчено графом Воріком. Тут він знаходився до повернення в Англію у 1470 році.
Після повернення брав участь у битві при Барнеті. За заслуги перед короною стає кавалером Ордена Підв'язки. У 1473 році отримує посаду радника молодого принца Едварда. З цього моменту вплив Вудвіла ще більше зріс.
Ситуація змінилася зі смертю Едварда IV. Ентоні Вудвіл вирушив із замка Лудлоу (Шропшир) до Лондону для проведення коронації Едуарда V. Втім у Нортгемптоні під час перемовин був схоплений Річардом, герцогом Глостерським, а  загін прихильників Вудвіла було розсіяно біля Стоні Стаффорда. Ентоні Вудвіла було звинувачено у змові й страчено 25 червня 1483 року у замку Понтефракт.

## Меценат
Ентоні вудвіл підтримував розповсюдження в Англії просвітництва. Надав покровительство Вільяму Кекстону, англійському першодрукареві, відомому перекладачу античних письменників англійською мовою.